# Aphantasie

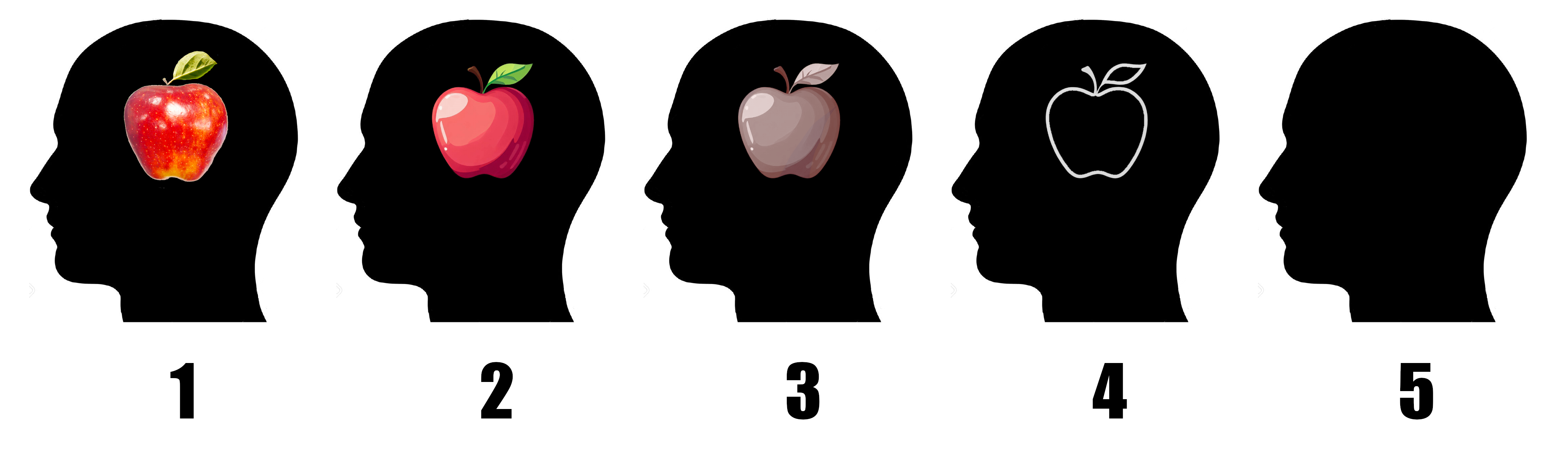
L'aphantasie peut se manifester à différents degrés allant de la difficulté à se représenter des détails ou des couleurs, jusqu'à l'absence totale de capacité de représentation mentale

L'aphantasie est l'incapacité de créer une image mentale. Le phénomène a été décrit pour la première fois par Francis Galton en 1880 mais est resté largement non étudié depuis. L'intérêt pour le phénomène s'est renouvelé après la publication en 2015 d'une étude menée par une équipe dirigée par le professeur Adam Zeman de l'Université d'Exeter, qui lui a donné le nom d'aphantasia, du grec phantasia. La recherche sur le sujet est encore rare, mais des études supplémentaires sont prévues. Certaines personnes atteintes d'aphantasie sont tout de même capables de voir des images mentales dans leurs rêves.

## Recherches scientifiques
Dans leur première recherche sur l'aphantasie, Zeman et ses collègues ont étudié à l'aide de questionnaires des volontaires qui s'étaient auto-diagnostiqués à la suite de la lecture d'un article dans Discover. Bien que cet article porte sur un patient ayant perdu la capacité de créer des images mentales suite à une opération médicale, certaines personnes ont contacté les chercheurs parce qu'ils reconnaissaient là un phénomène qu'ils vivaient depuis la naissance. Dans cette étude, les chercheurs ont découvert que même si les participants avaient déclaré ne pas pouvoir créer d'images mentales, un certain nombre d'entre eux rapportent la vision involontaire d'une image mentale. Les participants ont également rapporté que l'aphantasie leur causait de la difficulté à se souvenir d'évènements passés de leur vie. 
Ce dernier élément est confirmé par une autre étude, dirigée par Alexei Dawes et publiée en 2020, qui a conclu que les personnes aphantasistes ont non seulement une capacité plus faible à se souvenir d'évènements passés, mais aussi une très faible capacité à imaginer des évènements futurs avec des détails sensoriels.
De plus, une étude publiée en 2018 montre que l'aphantasie est effectivement une incapacité à produire une image mentale, et non une simple incapacité à prendre conscience d'images qui seraient néanmoins produites (ce qui correspondrait à un manque de métacognition). Cette étude suggère également une cause possible à l'aphantasie. Les deux chercheurs, Rebecca Keogh et Joel Pearson, expliquent que les aphantasistes sont incapables d'activer leur cortex visuel pour créer des images mentales à cause d'un manque de connexion de rétroaction provenant du cortex frontal.